# Pseudoplanodes mindoroensis
Pseudoplanodes mindoroensis là một loài bọ cánh cứng trong họ Cerambycidae.